# The Wayward Bus (album)
The Wayward Bus è il secondo album in studio del gruppo musicale statunitense The Magnetic Fields, pubblicato nel 1992.
Il titolo è tratto dall'omonimo romanzo di John Steinbeck.

## Tracce
1. When You Were My Baby – 2:43
2. The Saddest Story Ever Told – 2:12
3. Lovers from the Moon – 2:52
4. Candy – 2:32
5. Tokyo Á Go-Go – 3:12
6. Summer Lies – 2:59
7. Old Orchard Beach – 2:54
8. Jeremy – 3:01
9. Dancing in Your Eyes – 2:56
10. Suddenly There Is a Tidal Wave – 3:18

## Formazione
- Stephin Merritt - strumenti vari, produzione
- Claudia Gonson - batteria
- Sam Davol - violoncello
- Susan Anway - voce
- Johny Blood - tuba, corni